# Neoris lesoudieri
Neoris lesoudieri är en fjärilsart som beskrevs av Le Moult 1933. Neoris lesoudieri ingår i släktet Neoris och familjen påfågelsspinnare. Inga underarter finns listade i Catalogue of Life.